# Michal Klec
Michal Klec (5 dicembre 1995) è un calciatore slovacco, centrocampista del Chełmianka Chełm.

## Caratteristiche tecniche
È un mediano.

## Carriera
Cresciuto nelle giovanili dello Žilina, ha esordito in prima squadra il 22 ottobre 2013 in occasione del match di Slovenský Pohár perso 3-1 contro lo Slovan Bratislava.